# Qingyunpu
Der Stadtbezirk Qingyunpu (chinesisch 青云谱区, Pinyin Qīngyúnpǔ Qū) ist ein Stadtbezirk, der zum Verwaltungsgebiet der bezirksfreien Stadt Nanchang in der chinesischen Provinz Jiangxi gehört. Er hat eine Fläche von 40 km² und zählt 316.723 Einwohner (Stand: Zensus 2010).

## Administrative Gliederung
Auf Gemeindeebene setzt sich der Stadtbezirk aus fünf Straßenvierteln und einer Großgemeinde zusammen. 